# HD 83058
HD 83058，又名CD-50 4270，SAO 237107、HR 3819，是一颗恒星，视星等为5.01，位于銀經274.6，銀緯0.42，其B1900.0坐标为赤經9h 30m 40.7s，赤緯-50° 0.42′ 36″。